# ビルバオ＝アバンド駅
ビルバオ＝アバンド駅(スペイン語: Estación de Abando Indalecio Prieto)は、スペイン・バスク州ビスカヤ県ビルバオのアバンド区にある鉄道駅。ビルバオ市街地の中心部にあり、ビルバオの最重要駅である。正式名称はアバンド・インダレシオ・プリエト駅(スペイン語: Estación de Abando Indalecio Prieto)であり、地元ではノルテ駅(スペイン語: Estación del Norte)（北駅）とも呼ばれる。

## 説明
レンフェ（スペイン国鉄）、スペイン狭軌鉄道(FEVE)、バスク鉄道、セルカニアス・ビルバオ（通勤鉄道）などの列車が発着し、メトロ・ビルバオ（地下鉄）、ビルバオ・トラム、ビルボバス、ビスカイバスなどに乗り換えができる。将来的には、バスク州3県の県都（ビルバオ、ビトリア＝ガステイス、サン・セバスティアン）をつなぐ高速鉄道ネットワークであるバスクYのターミナル駅になる予定である。名称はスペイン第二共和政期にスペインの鉄道状況を改善した公共事業・運輸大臣のインダレシオ・プリエトに由来している。鉄道駅としての機能の他にも様々なサービスを行っており、ショッピングモールやレストラン街を併設している。スペイン狭軌鉄道でアバンド駅の隣駅となるビルバオ＝コンコルディア駅ともつながっている。

## 交通機関

### レンフェ
レンフェ（スペイン国鉄）はアバンド駅を発着する何本かの路線を運行している。
出発する列車
| 列車                 | 目的地                       | 途中駅 | 運行頻度 |
| -------------------- | ---------------------------- | --- | -------- |
| アルビア             | バルセロナ＝サンツ駅         | ミランダ・デ・エブロ - ログローニョ - サラゴサ - リェイダ – タラゴナ | 毎日運行 |
| アルビア             | マドリード＝チャマルティン駅 | ミランダ・デ・エブロ - ブルゴス - バリャドリッド - セゴビア | 毎日運行 |
| アルコ               | ビーゴ駅                     | ジョディオ - ミランダ・デ・エブロ - ブルゴス - パレンシア - サアグン - レオン - アストルガ - ベンビンブレ - ポンフェラーダ - エル・バルコ・デ・バルデオラス - ラ・ルア・ペティン - モンフォルテ・デ・レモス - オウレンセ – ギジャレイ - レドンデラ・デ・ガリシア | 毎日運行 |
| ディウルノ・イベリア | サラマンカ駅                 | ジョディオ – イサラ – ミランダ・デ・エブロ – ブリビエスカ – ブルゴス – ベンタ・デ・バニョス - バリャドリッド – メディナ・デル・カンポ - カンタラピエドラ | 毎日運行 |
| アルビア             | バルセロナ＝サンツ駅         | ミランダ・デ・エブロ - ログローニョ - サラゴサ - リェイダ - タラゴナ | 毎日運行 |
| アルビア             | マドリード＝チャマルティン駅 | ミランダ・デ・エブロ - ブルゴス - バリャドリッド - セゴビア | 毎日運行 |
| エストレジャ・ピカソ | マラガ駅                     | ミランダ・デ・エブロ - ブルゴス - バリャドリッド – メディナ・デル・カンポ - アビラ - マンサナレス - バルデペニャス - リナレス - コルドバ - プエンテ・ヘニル - ボバディジャ                                                                                       | 季節運行 |

到着する列車
| 列車                 | 目的地                       | 途中駅 | 運行頻度 |
| -------------------- | ---------------------------- | --- | -------- |
| エストレジャ・ピカソ | マラガ                       | ボバディジャ - プエンテ・ヘニル - コルドバ - リナレス - バルデペニャス - マンサナレス - アビラ - メディナ・デル・カンポ - バリャドリッド - ブルゴス - ミランダ・デ・エブロ                                                                                   | 季節運行 |
| アルビア             | マドリード＝チャマルティン駅 | セゴビア - バリャドリッド - ブルゴス - ミランダ・デ・エブロ | 毎日運行 |
| アルビア             | バルセロナ＝サンツ駅         | タラゴナ - リェイダ - サラゴサ • ログローニョ - ミランダ・デ・エブロ | 毎日運行 |
| ディウルノ・イベリア | サラマンカ                   | カンタラピエドラ - メディナ・デル・カンポ - バリャドリッド - ベンタ・デ・バニョス - ブルゴス - ブリビエスカ - ミランダ・デ・エブロ - イサラ - ジョディオ | 毎日運行 |
| アルコ               | ビーゴ                       | レドンデラ・デ・ガリシア - ギジャレイ - オウレンセ - モンフォルテ・デ・レモス - ラ・ルア・ペティン - バルコ・デ・バルデオラス - ポンフェラーダ - ベンビエンブレ - アストルガ - レオン - サアグン - パレンシア - ブルゴス - ミランダ・デ・エブロ - ジョディオ | 毎日運行 |
| アルビア             | マドリード＝チャマルティン駅 | セゴビア - バリャドリッド - ブルゴス - ミランダ・デ・エブロ | 毎日運行 |
| アルビア             | バルセロナ＝サンツ駅         | タラゴナ - リェイダ - サラゴサ - ログローニョ - ミランダ・デ・エブロ | 毎日運行 |

### スペイン狭軌鉄道
スペイン狭軌鉄道(FEVE)（通勤鉄道）のビルバオ＝コンコルディア駅とアバンド駅はつながっている。ビルバオ＝コンコルディア駅は近郊路線・通勤路線それぞれのターミナル駅であり、スペイン狭軌鉄道にとって2番目に重要な駅である。
隣の駅
B-1（バルマセダ行き）
アバンド駅 - アメツォラ駅
R-3（サンタンデール行き）
アバンド駅 - アメツォラ駅
R-3b（カランツァ行き）
アバンド駅 - アメツォラ駅
R-4（レオン行き）
アバンド駅 - アメツォラ駅

### セルカニアス・ビルバオ

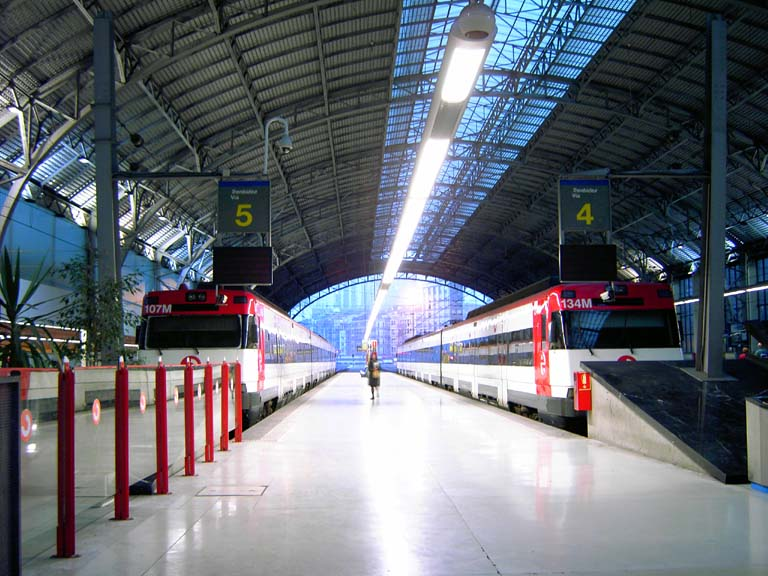
セルカニアスのプラットホーム

アバンド駅はセルカニアス・ビルバオ（通勤鉄道）の中心となる駅である。C-1、C-2、C-3の3路線が発着する。セルカニアスの線路は高架上にあり、1番線から5番線までが存在する。運賃ゾーンはゾーン0である。
隣の駅
（サントゥルツィ行き）
アバンド駅 - サバルブル駅
（ムスキス行き）
アバンド駅 - サバルブル駅
（オルドゥニャ行き）
アバンド駅 - ミリビジャ駅

### メトロ・ビルバオ
アバンド駅はメトロ・ビルバオのL-1、L-2に接続している。メトロの駅は1995年11月11日に開業し、メトロ全体でもっとも乗客数の多い駅のひとつである。
隣の駅
L-1
モジュア駅 - アバンド駅 - カスコ・ビエホ駅
L-2
モジュア駅 - アバンド駅 - カスコ・ビエホ駅

### ビルバオ・トラム
アバンド駅はビルバオ・トラムのA線に接続している。
隣の停留所
A線
ピオ・バロハ停留所 - アバンド停留所 - アリアガ停留所

### バス
ビルバオ湾左岸地区、ブストゥリアルデア、ドゥランガルデアに向かうビスカイバスの3路線がアバンド駅前のバスターミナルを発着する。ビルバオ市内全地区に向かうビルボバスの5路線がアバンド駅前のバスターミナルを発着する。